# Бруквілл (Меріленд)
Бруквілл (англ. Brookeville) — місто (англ. town) в США, в окрузі Монтгомері штату Меріленд. Населення — 166 осіб (2020).

## Географія
Бруквілл розташований за координатами 39°10′51″ пн. ш. 77°3′32″ зх. д. / 39.18083° пн. ш. 77.05889° зх. д. (39.180923, -77.058998).  За даними Бюро перепису населення США в 2010 році місто мало площу 0,31 км², уся площа — суходіл.

## Демографія
Згідно з переписом 2010 року, у місті мешкали 134 особи в 54 домогосподарствах у складі 38 родин. Густота населення становила 439 осіб/км².  Було 57 помешкань (187/км²).
Расовий склад населення:
| - 88,8 % — білих - 1,5 % — азіатів - 4,5 % — осіб інших рас |

До двох чи більше рас належало 5,2 %. Частка іспаномовних становила 11,2 % від усіх жителів.
За віковим діапазоном населення розподілялося таким чином: 22,4 % — особи молодші 18 років, 63,4 % — особи у віці 18—64 років, 14,2 % — особи у віці 65 років та старші. Медіана віку мешканця становила 46,3 року. На 100 осіб жіночої статі у місті припадало 116,1 чоловіків;  на 100 жінок у віці від 18 років та старших — 100,0 чоловіків також старших 18 років.
Середній дохід на одне домашнє господарство  становив 145 611 долар США (медіана — 145 417), а середній дохід на одну сім'ю — 154 972 долари (медіана — 118 750). За межею бідності перебувало 3,0 % осіб, у тому числі 0,0 % дітей у віці до 18 років та 8,6 % осіб у віці 65 років та старших.
Цивільне працевлаштоване населення становило 77 осіб. Основні галузі зайнятості: освіта, охорона здоров'я та соціальна допомога — 42,9 %, науковці, спеціалісти, менеджери — 15,6 %, публічна адміністрація — 13,0 %.